# 土田産業
株式会社土田産業（つちださんぎょう）は、群馬県桐生市に本社を置く、染色整理加工・繊維製品の製造販売を行う企業である。

## 概要
天然・合成繊維の織物・編み物の染色・整理・特殊加工、工場併設店舗での繊維製品の販売を行っている。鳥と波が描かれたロゴマークはグラフィックデザイナーのU. G. サトーによるデザインである。
1913年（大正2年）、現在地（当時の山田郡桐生町大字新宿村）にて創業。1949年（昭和24年）株式会社設立。本社敷地面積は10,000㎡で、事務所330㎡、工場4,500㎡、研究室350㎡、倉庫1,200㎡である。零細企業・個人企業が多い桐生市内の繊維業界では、有力企業の一つに数えられる。
工場敷地は、市道を挟んで東西に分かれており、東側の本工場中央には創建時の鋸屋根工場が残っている。西側の敷地は昭和通り（群馬県道・栃木県道67号桐生岩舟線）に面しており、門の脇にあるディスプレイボードに製品を展示している。駐車場にはシンボルフラッグが掲げられ、店舗の隣にU. G. サトーの回転する彫刻「ブルースペース」が設置されている。

### ロゴマーク
白地に青線で翼を広げた鳥と水波を描き、黒文字の「TSUCHIDA」を組み合わせたデザインで、三代目社長の土田善一が個人的につながりのあったU. G. サトーにデザインを依頼し、1996年（平成8年）に誕生したものである。
デザインにあたり、サトーを桐生に招いて、地域の魅力や伝統、自社の歴史を伝えた。かつて水車が繊維業の動力として活躍し、桐生川に沿って染織業が栄えたことなどを踏まえ、染色に不可欠な「水」をキーワードに「水と鳥のマーク」が完成した。

### ベローナ加工
綿の生地にウールやカシミアのような風合いを持たせる加工で、キャッチフレーズは「ウールの風合いをもつコットン」である。ベローナ加工のトレードマークはU. G. サトーがデザインし、綿花と羊を組み合わせたキャラクターが誕生した。

## 色創館
2011年（平成23年）に、オリジナルブランド「色創館」（しきそうかん）を創設。手染めのトートバッグ・ストール・タオル・Tシャツの製作・販売、衣類・帽子など布製品の染め替え事業「Re:color」（リ・カラー）、染色体験施設「Colors」（カラーズ）での糸染め・反染め・製品染めの体験、生地の耳を再生利用した手芸糸「mimimo」（ミミモ）の販売を行っている。

### カラーズ
2014年（平成26年）に開設したワークショップ。正式名称は「色創館ワークショップColors」。スタジオでは染色体験ができ、小型の染色機・脱水機・乾燥機を備え、糸染め・反染め・製品染めのすべてに対応している。ギャラリーでは1万色の生地見本を展示、店舗では自社ブランドの手染め製品を販売している。

### カフェミミモ
2018年（平成30年）に開設したニッティングカフェ。コンセプトは「コーヒーを飲みながら編み物をして、午後のひとときを楽しむ」というもので、店内でミミモを用いて作品づくりが楽しめる。1階は和ガラスを展示する予約制ギャラリーとなっており、2階ではコーヒーやクッキーの提供、ミミモを用いて製作された服飾雑貨・生活雑貨を展示販売している。

## 沿革
- 1913年（大正2年）10月30日 創業[1]。
- 1949年（昭和24年）10月31日 設立[1]。
- 1996年（平成8年）ロゴマーク制定[3]。
- 2011年（平成23年）オリジナルブランド「色創館」創設[4]。
- 2013年（平成25年）創業100周年[4]。
- 2014年（平成26年）ワークショップ「Colors」（カラーズ）開設[12][14]。
- 2016年（平成28年）リサイクルヤーン「mimimo」（ミミモ）販売開始[11]。
- 2018年（平成30年）ニッティングカフェ「カフェミミモ」開設[13][15]。